# Luís Henrique Dias
Pour les articles homonymes, voir Luis Henrique.
Luís Henrique Dias (né le 18 mai 1960 à Iracemápolis) est un footballeur international brésilien. Il participe aux Jeux olympiques d'été de 1984, remportant la médaille d'argent avec le Brésil.

## Biographie

### En équipe nationale
Il participe aux Jeux olympiques d'été de 1984 organisés à Los Angeles, en tant que gardien remplaçant. Lors du tournoi olympique, il ne joue aucun match.

## Palmarès

### équipe du Brésil
- Jeux olympiques de 1984 :
  -  Médaille d'argent.